# Jan Végh
Jan Végh též János Végh (4. října 1755, Fok Szabad – 1. února 1830 Nebužely) byl evangelický reformovaný kazatel maďarského původu, působící v Čechách v době po vydání tolerančního patentu. Végh vystudoval teologii v Sárospataku v tehdejším Uhersku. Do Libiše v Čechách dorazil dne 29. května 1783, poté začal pracovat jako farář pro nově se formující české reformované sbory. Učitelem češtiny se mu stal Václav Matěj Kramerius s jehož pomocí vydal Végh už v roce 1783 dvě česky psané práce. Pro nové sbory Végh rovněž překládal díla z maďarštiny do češtiny. Jeho samostatné spisy vyšly v češtině v roce 1790 a 1799. V nepříznivých podmínkách zápasil Végh o holou existenci svěřeného sboru v Libiši, mezitím se libišské společenství stalo střediskem všech českých reformovaných sborů a suplovalo práci neexistujícího pražského ústředí. Při příležitosti vojenských manévrů konaných v září 1786 v Hloubětíně se Véghovi podařilo projednat stížnosti libišského sboru s císařem Josefem II. a dosáhl u něj nápravy. Jeho přičiněním a za jeho působení byla v Libiši v letech 1789–1792 postavena Evangelická toleranční modlitebna. Dochované řezbářské práce v jejím interiéru vznikly rovněž jeho zásluhou.

## Dílo
- Kronika. Végh sepsal pamětní knihu libišského sboru, kde zaznamenal jeho vznik a vývoj, v této kronice popsal i své osobní zkušenosti z počátků doby tolerance. Kniha nese název: „ W. G. P. Protocol aneb Kniha Pamětní Cyrkwe Ewanjelicko-Reformatské Libišské, w kteréžto Půwod, začátek, zrust a jiní Příběhowé její hned od prwního jejího založení zaznamenáni jsou skrze Jána Wéga, prwního této církwe Libišské Duchowního Pastýře a Zakladatele, totiž od roku 1783“. Kroniku psal do roku 1811.
- Paměti. Své paměti psal Végh německy a obsahují poznámky v maďarštině. Jejich název je: Nachricht von der Entstehung der Reformierten Kirchen-Gemeinden in Böhmen, verfasset und beschrieben von Johann Wégh, d. Z. Prediger der reformierten Gemeinde zu Nebužel 1819.
- Zápisky. Kniha zápisků začal psát r. 1781. Psal ji latinsky, německy a maďarsky.
- Agenda, to jest Pořádek křtění, přisluhování Večeři Páně, přisluhování nemocným, uvádění šestinedělek, oddávání, pohřebních a jiných k službám Božím příhodných modliteb, k užívání Církví Českých reformovaných. Kniha byla vydána v roce 1783 za spolupráce Václava Matěje Krameria.[6]
- Krátká příprava k svaté večeři Páně je spis z téže doby.[6]
- Horlivé a nábožné modlitby křesťanské (Praha 1799, další vydání vyšla např. v letech 1807, 1853, 1927).[7]

## Přemístění hrobu J. Végha

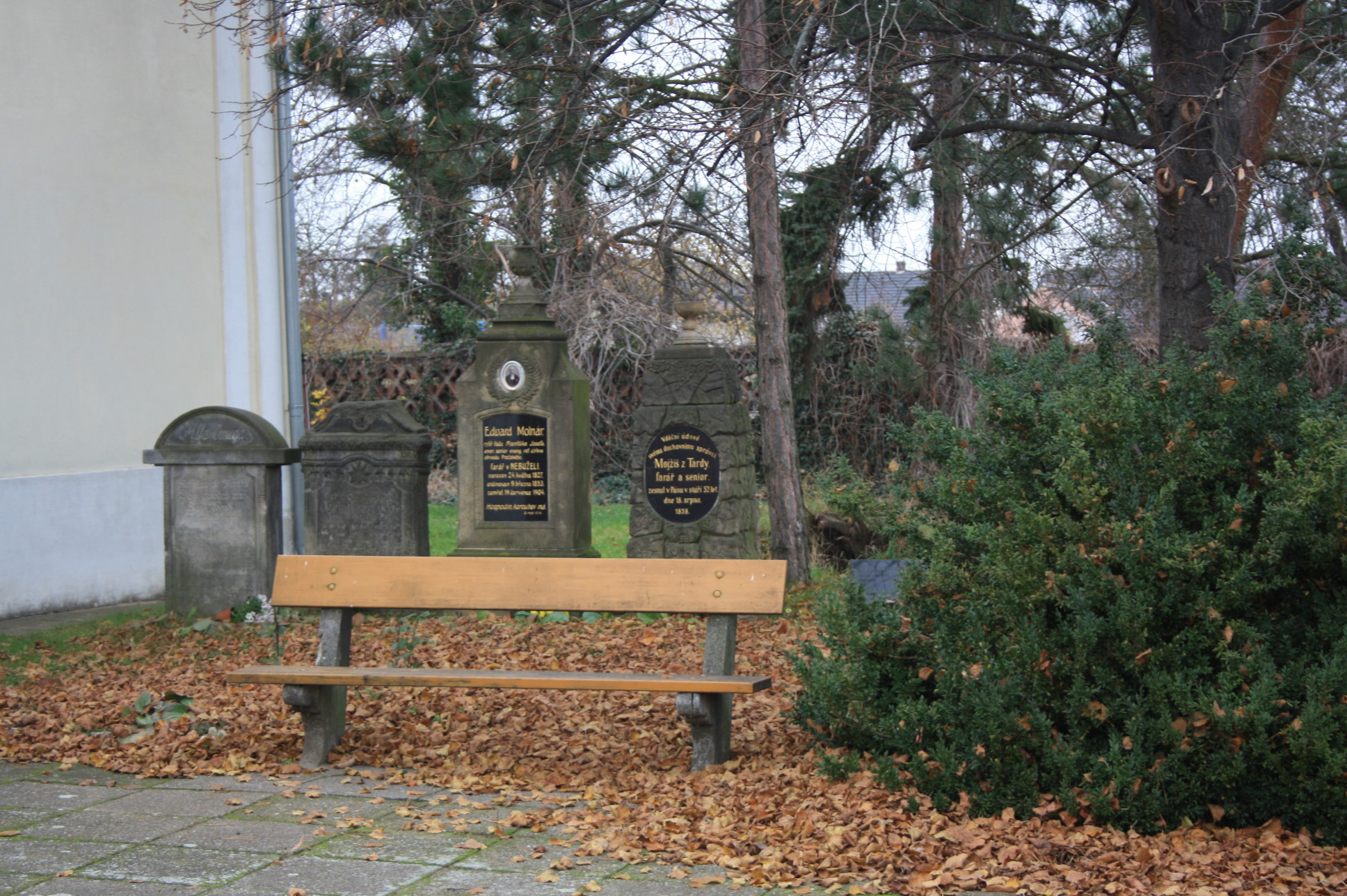
Přemístěné hroby

V roce 2000 byly přemístěny náhrobky s ostatky významných duchovních osobností maďarského původu z opuštěného evangelického hřbitova v Nebuželích do areálu evangelického kostela v Libiši. K těmto osobnostem patřil hlavně Jan Végh, který se zasadil o stavbu libušského tolerančního kostela a za jehož působení v Libiši byl kostel v letech 1789–1792 vybudován.
Popis přemístěných hrobů na fotografii (zleva):
- Jan Végh (1755–1830) – první farář libišského sboru,[2]

- Judita Véghová  – manželka Jana Végha,

- Mojžíš z Tardy (1805–1858) – čtvrtý farář nebuželského sboru, později senior Pražského seniorátu,[9]

- Eduard Molnár (1827–1904) – pátý farář v Nebuželích

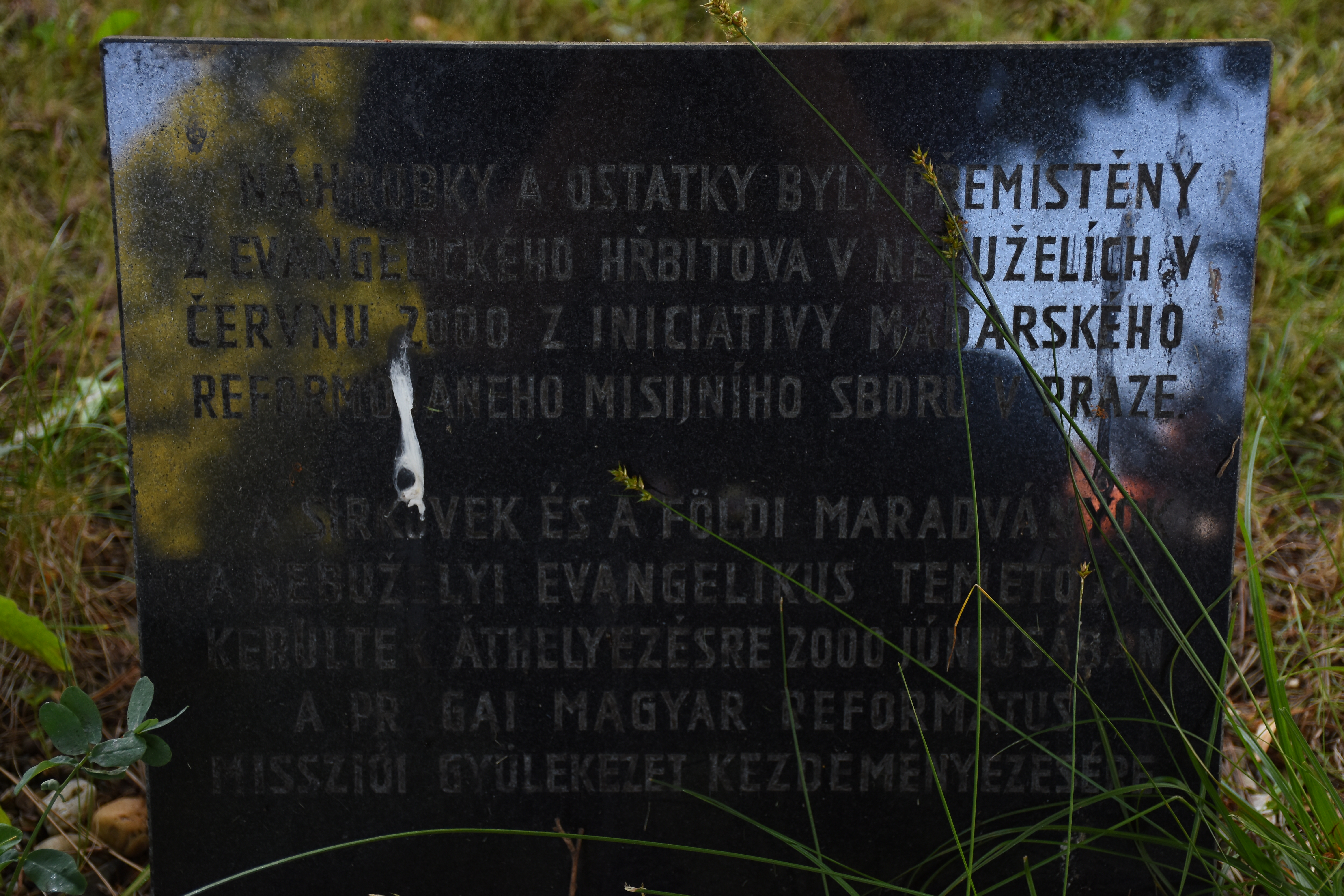
Česko-maďarská pamětní deska

Přenesení hrobů je vnímáno jako obnova paměti a úcty, která překračuje hranice států. Maďarská církev oceňuje, že se hroby nacházejí v péči aktivního sboru, nejsou zapomenuty na opuštěném hřbitově a jsou součástí živé tradice. V libišském kostele maďarští evangelíci každoročně konají bohoslužbu.